# Pınarbaşı, Hüyük
Pınarbaşı là một xã thuộc huyện Hüyük, tỉnh Konya, Thổ Nhĩ Kỳ. Dân số thời điểm năm 2011 là 311 người.